# فرشتگان مقرب

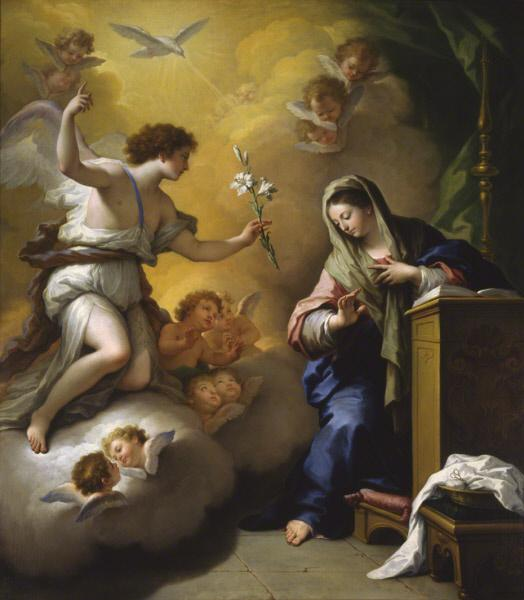

فرشتگان مقرب یک اصطلاح برای بیان فرشتگانی است که درجه بالایی دارند (مقرب به معنای نزدیک است). این اصطلاح در ادیان ابراهیمی یافت می‌شود. میکائیل و جبرئیل در ادیان یهودیت و مسیحیت به عنوان فرشته مقرب ذکر می‌شوند. در بعضی منابع اسرافیل و اوریئل نیز به عنوان فرشته مقرب ذکر شده‌اند. همچنین در بعضی منابع یهودیت سمائیل به عنوان فرشته مقرب و در بعضی منابع به عنوان شیطان ذکر شده‌است. در کلیسای کاتولیک رم برای اسرافیل، میکائیل و جبرئیل روز ۲۹ سپتامبر روزه می‌گیرند (قبلاً ۲۴ مارس برای جبرئیل و ۲۴ اکتبر برای اسرافیل).
در اسلام علاوه بر جبرئیل، میکائیل و اسرافیل، عزرائیل نیز فرشته‌ای مقرب محسوب می‌شود.
روح‌القدس را نیز که قرآن از آن به طور خاص یاد کرده است ، برخی به عنوان ملکی والا مقامی جدای از جبرئیل برشمرده اند.